# Cesar Bidacu
Cesar Bidacu (敏達天皇 Bidacu-teno, 538 – 14. september 585) je 30. japonski cesar v skladu s tradicionalnim dednim nasledstvom.
Bidacu je vladal med letoma 572 in 585, a datumi niso nujno točni. Šele za čas vladavine 50. cesarja dinastije Jamato, Kanmuja, so letnice in vrstni red vladavin potrdili kot »tradicionalen«.

## Tradicionalna zgodba
Zgodovinarji menijo, da so podrobnosti o njegovem življenju legendarne, a vseeno možne. Kasnejše generacije so mu dale posmrtno ime Bidacu–teno.
V Nihon Šokiju se imenuje Nunakura no Futotamašiki (渟中倉太珠敷). Palačo je imel v provinci Jamato. Imenovala se je Osada no Mija no Ivare.

## Dogodki v času Bidacujevega življenja
V 15. letu vladavine cesarja Kinmeia je bil imenovan za kronskega princa. Stari cesar je umrl v 32. letu svoje vladavine (欽明天皇32年, 572). Nasledstvo (senso) je prejel kot njegov drugi sin. Kmalu je zasedel prestol (sokuj).
Njegov dejanski naziv je bil verjetno Sumeramikoto ali Amenošita Širošimesu Okimi (治天下大王, "veliki kralj, ki vlada pod nebesi"), saj se naziv teno pojavi šele v času cesarja Tenmuja in cesarice Džito. Lahko da so ga nazivali z Jamato Okimi (ヤマト大王/大君, »veliki kralj Jamata«).
V času Bidacujeve vladavine so se dogajale igre moči okoli budizma. Najbolj vplivna dvorjana sta bila Soga no Umako in Mononobe no Morija. Klan Soga je podpiral budizem, klan Mononobe pa šintoizem.
Bidacu je zahteval, da se ponovno vzpostavi odnose s korejskimi kraljestvi. Glede na Nihon Šoki jim je uspelo pri dveh kraljestvih, Baekje in Silla.
Cesar je bil prva žrtev črnih koz med japonskimi aristokrati.
Dejansko mesto Bidacujevega groba je znano. Tradicionalno ga častijo v spominskem šintoističnem svetišču (misasagi) v Osaki.
Cesarska hiša je posvetila to lokacijo kot njegov mavzolej. Uradno se imenuje Kavači no Šinaga no naka no o no misasagi.

## Rodoslovje
Bil je drugi sin cesarja Kinmeia. Njegova mama je bila hčerka cesarja Senka. Čeprav je imel veliko otrok, nihče od njih ni postal cesar. Po Gukanšoju je imel štiri cesarice in 16 cesarskih otrok, šest sinov in deset hčera.
Bidacujeva prva cesarica Hirohime je umrla v petem letu vladavine, zato je povzdignil družico princeso Nukatabe na položaj cesarice. Nukatabe je bila njegova polsestra po očetu. Kasneje je sama zasedla prestol kot cesarica Suiko.
Najprej sta mu sledila brata, cesar Jomei in Sušun, potem pa cesarica Suiko. Kasneje je postal cesar tudi njegov vnuk, cesar Džomei.
- Princesa Hiro Hime, hčerka princa Mate no Okinaga; cesarica postane 572; umre 575; trije cesarski otroci:
  - Princesa Sakanobori
  - Princesa Udži no Šicukahi
  - Princ Ošisako no Hikohito no Oe, rojen ok. 556, poročen (A) s princeso Ohomato (Ohotomo), svojo teto, hčerko cesarja Kinmeia in Soga no Kitaši-Hime, s katero je imel sina in hčerko; (B) s princeso Nukate-Hime (svojo polsestro), s katero je imel tri sinove; (C) s princesa Voharido (svojo polsestro), s katero je imel sina in hčerko:
    - Najstarejši sin: princ Činu, rojen ok. 575, poročen s princeso Kibicu-Hime, s katero je imel sina in hčerko: princesa Takara (cesarica Kogjoku), rojena 594, in princ Karu (cesar Kotoku)
    - Princesa Kuhada
    - Princ Tamura (cesar Džomei), rojen 593
    - Princ Nakacu
    - Princ Tara
    - Princ Jamaširo
    - Princesa Kasanuhi
- Ominako no Iracume (Kusu Kimi no Iracuko), hčerka Kasuga no Nakacu Kimi no Omi; druga družica; štirje cesarski otroci:
  - Princ Naniha
  - Princ Kasuga
  - Princesa Kuvada
  - Princ Ohomata
- Unako ne Otoši (Vo-Umako no Iracume), hčerka Ohoka no Obito no Okuma; tretja družica; dva cesarska otroka:
  - Princesa Futohime (Princesa Sakuravi)
  - Princesa Nukate Hime (Princesa Takara ali Tamura), rojena ok. 570, poročena s princem Ošisako no Hikohito no Oeiem, svojim polbratom
- Princesa Nukatabe, rojena 553, umrla 628; hčerka cesarja Kinmeia in Soga no Kitaši hime; cesarska družica; cesarica postane 576, (cesarica Suiko); sedem cesarskih otrok:
  - Princesa Udži no Šicukahi (Udži no Kahitako), rojena ok. 570, poročena s princem Šotokujem, sinom cesarja Jomeia in cesarice Anahobe
  - Princ Takeda
  - Princesa Voharida, rojen ok. 572, poročena s svojim bratom Ošisako no Hikohito no Oeiem
  - Princesa Umori (Karu no Mori)
  - Princ Vohari
  - Princesa Tame, poročena z nečakom, cesarjem Džomeiem
  - Princesa Sakuravi no Jumihari